# معهد المعايير والبحوث الصناعية الإيرانية
معهد المعايير والبحوث الصناعية في إيران (ISIRI)؛ (بالفارسية: مؤسسهٔ استاندارد و تحقیقات صنعتی ایران) هو المُؤسسة الحكومية الإيرانية للتوحيد القياسي وشهادات المعايرة. وهي تمثل إيران لدى المنظمة الدولية للتوحيد القياسي.

## روابط خارجية
- الموقع الرسمي